# Kedaung Barat
Kedaung Barat is een bestuurslaag in het regentschap Tangerang van de provincie Banten, Indonesië. Kedaung Barat telt 9828 inwoners (volkstelling 2010).